# Fengshun
Fengshun, även romaniserat Fungshun, är ett härad i staden Meizhou i provinsen Guangdong i sydöstra Kina. 
Fengshun är indelat i 16 köpingar och en administrativ enhet på sockennivå.
Köpingar (zhen):

- Baxiangshan (八乡山镇)
- Beidou (北斗镇)
- Dalonghua (大龙华镇)
- Fengliang (丰良镇)
- Huangjin (黄金镇)
- Jianqiao (建桥镇)
- Liuhuang (留隍镇)
- Longgang (龙岗镇)
- Pantian (潘田镇)
- Puzhai (埔寨镇)
- Shatian (砂田镇)
- Tangkeng (汤坑镇)
- Tangnan (汤南镇)
- Tangxi (汤西镇)
- Tanjiang (潭江镇)
- Xiaosheng (小胜镇)

Administrativ enhet på sockennivå:
- Puzhai Nongchang jordbruk (埔寨农场)